# 迪凱特號驅逐艦 (DD-5)
迪凱特號驅逐艦（英語：USS Decatur）舷號DD-5，是一艘隸屬於美國海軍的驅逐艦，為班布里奇級驅逐艦的五號艦。她是美軍第二艘以迪凱特為名的軍艦，以紀念美法准戰爭時期的海軍准將斯蒂芬·迪凯特。
迪凱特號在1899年於威廉·特里格公司造船公司開始建造，在1900年下水，於1902年服役。接著迪凱特號先在大西洋執勤，然後調往遠東亞洲艦隊。美國參與第一次世界大戰後，迪凱特號由遠東調往地中海，掩護協約國商船。戰後迪凱特號在1919年退役除籍，並在1920年出售拆解。